# Juku
Juku (jap. 塾, kurz für 学習塾, gakushū juku) sind private Nachhilfe- oder Paukschulen, in denen etwa zwei Drittel aller japanischen Schülerinnen und Schüler nach dem regulären Schulunterricht abends oder an den Wochenenden auf wichtige Prüfungen (Grund- bis Oberschule, teilweise Hochschule) vorbereitet werden, oder Nachhilfe erhalten.

## Übersicht
Es gibt Leistungskurse und Normalkurse sowie Einzel- oder Förderunterricht in Kleingruppen. Je nach Anzahl der Fächer und Unterrichtsstunden reichen die Kosten von sehr erschwinglich bis exorbitant und es hat sich um die Juku eine große Bildungsindustrie gebildet.
Nach einem sog. „Juku-Boom“ in den 1970er Jahren, haben Juku auch in den letzten Jahren wieder an Gewicht gewonnen, da das japanische Bildungsministerium den Stoff in Mittelschul- und Oberschullehrplänen im Jahre 2002 reduziert hat. Das Ende des Samstagsunterrichts in Schulen hat ebenso zu einem weiteren Ansteigen der Schülerzahlen in den Juku geführt.
Juku operieren mit vielen verschiedenen Lehrmethoden, von Online-Angeboten über Satellitenübertragungen, von Vorlesungen bis zum Einzel- und Gruppenunterricht in einem schulähnlichen Klassenformat. Ebenso variieren die Juku in der Organisationsform. Auch wenn alle Juku profitorientiert handeln, reichen die Organisationsformen von der Tante-Emma-Juku, die Schüler vor allem in der näheren Nachbarschaft anzieht, bis zu den großen Konzernen und Franchise-Unternehmen der Bildungsindustrie.
In den letzten Jahren scheinen Juku sich auch immer mehr als eine Lösung für das offenbar grassierende Problem der „Schulverweigerer“ (不登校, futōkō) anzubieten. Dies deutet bereits auf die falschen Assoziationen, die der Begriff „Paukschule“ oft auslöst, hin, da diese Kinder die Teilnahme am Unterricht in Schulen verweigern, aber manche von ihnen regelmäßig am Juku-Unterricht teilnehmen.
Ob der vermeintlichen Misere der japanischen Bildung, die oft gerade aus der Perspektive des Auslands nicht nachvollziehbar ist, sehen viele Journalisten und zunehmend auch Politiker Juku als Beispiel einer marktwirtschaftlich strukturierten Bildung, die sich näher an den Bedürfnissen von Schülern und Eltern orientiert.
Trotz der allgemein als wichtig angesehenen Rolle von Juku im japanischen Bildungssystem gibt es kaum sozialwissenschaftlich fundierte Forschungsprojekte zu den Lehrinhalten der Juku oder ihrer Attraktivität für Schüler und Eltern.